# Foto Pozytyw
Foto Pozytyw – miesięcznik poświęcony fotografii, wydawany w latach 1999 do 2005 przez Yours Media House Sp. z o.o. w Łodzi. 
Redaktorem naczelnym pisma był Krzysztof Miękus. Pismo oprócz fotografii artystycznej zawierało również szeroki wybór reportaży i nowinki techniczne. 